# قائمة حكام الدولة السعدية
الدولة السعدية هي إحدى الدول المستقلة التي ظهرت في بلاد المغرب الأقصى، دام حكمها حوالي 153 سنة من ( 1510م / 1658م)، من أهم الأحداث في عهد الدولة السعدية هي معركة وادي المخازن الكبرى بين جيش الدولة السعدية والجيش البرتغالي والاسبان وانتهت بهزيمة البرتغال. وُصفت المعركة بأنها أعظم كارثة عسكرية عانى منها البرتغاليون و الاسبانيون على الإطلاق أثناء توسعهم في الخارج." من أشهر حكام الدولة السعدية المعتصم بالله السعدي أحمد المنصور الذهبي
نشأت الدولة السعدية عندما شعر المغاربة بضرورة دحر المعتدين على بلادهم من الغزاة الإسبان والبرتغاليين، فبحثت القبائل المغربية عن شخص يقود حركة الجهاد، فاهتدوا إلى الشريف أبي عبد الله محمد، الذي كان مقيما في درعة فأرسلوا إليه فجاء إليهم، وبايعته القبائل سنت    1510م، ولقب بالقائم بأمر الله، فكان هو مؤسس الدولة السعدية وأول حكامها .
بدأت بوادر سقوط الدولة السعدية تظهر في عهد السلطان أبو المعالي زيدان، انتفض عليه أخواه وزاحماه على الحكم، وضعفت أحوال المغرب بعد وفاته في مراكش واشتدت النزاعات بين أولاده، وتفككت أواصر الدولة لاحقًا نتيجة الخلافات وعصفت الفتن في فاس وبقية المغرب، وبقي السعديون في مراكش إلى أن انقرضت دولتهم  بمقتل أحمد بن محمد الشيخ بن زيدان.

## قائمة الحكام
| #                             | الاسم                             | فترة الحكم      | فترة الحكم      | مدة الحكم       | سنة الميلاد     | سنة الوفاة      | ملاحظات                                          |
| #                             | الاسم                             | من              | إلى             | مدة الحكم       | سنة الميلاد     | سنة الوفاة      | ملاحظات                                          |
| السعديون في سوس               | السعديون في سوس                   | السعديون في سوس | السعديون في سوس | السعديون في سوس | السعديون في سوس | السعديون في سوس | السعديون في سوس                                  |
| ----------------------------- | --------------------------------- | --------------- | --------------- | --------------- | --------------- | --------------- | ------------------------------------------------ |
| 1                             | محمد المهدي القائم بأمر الله      | 1511            | 1517            | 6 سنوات         | 1486            | 1517            |                                                  |
| 2                             | أبو العباس أحمد الأعرج بن المهدي  | 1517            | 1525            | 8 سنوات         | 1486            | 1557            |                                                  |
| السعديون في مراكش             |                                   |                 |                 |                 |                 |                 |                                                  |
| 1                             | أبو العباس أحمد الأعرج بن المهدي  | 1525            | 1540            | 15 سنة          | 1486            | 1557            |                                                  |
| السعديون في فاس               |                                   |                 |                 |                 |                 |                 |                                                  |
| 1                             | أبو عبد الله محمد الشيخ المهدي    | 1540            | 1554            | 14 سنة          | 1490            | 1557            | على فترات                                        |
| السعديون في مراكش (1549-1659) |                                   |                 |                 |                 |                 |                 |                                                  |
| 1                             | أبو عبد الله محمد الشيخ المهدي    | 1549            | 1557            | 8 سنوات         | 1490            | 1557            |                                                  |
| 2                             | أبو محمد عبد الله الغالب بن محمد  | 1557            | 1574            | 17 سنة          | 1517            | 1574            |                                                  |
| 3                             | أبو عبد الله محمد المتوكل المسلوخ | 1574            | 1576            | سنتين           | ؟؟؟؟            | 1578            |                                                  |
| 4                             | أبو مروان عبد الملك الغازي        | 1576            | 1578            | سنتين           | 1541            | 1578            |                                                  |
| 5                             | أبو العباس أحمد المنصور           | 1578            | 1603            | 25 سنة          | 1549            | 1603            | إستقل أولاده بالحكم أحدهم في فاس والآخر في مراكش |
| 6                             | زيدان الناصر بن أحمد              | 1603            | 1628            | 25 سنة          | ؟؟؟؟            | 1627            |                                                  |
| 7                             | أبو مروان عبد الملك بن زيدان      | 1623            | 1631            | 8 سنوات         | ؟؟؟؟            | 1631            |                                                  |
| 8                             | الوليد بن زيدان                   | 1631            | 1636            | 5 سنوات         | ؟؟؟؟            | 1636            |                                                  |
| 9                             | محمد الأصغر بن زيدان              | 1636            | 1654            | 18 سنة          | ؟؟؟؟            | 1655            |                                                  |
| 10                            | أحمد العباس بن محمد               | 1654            | 1659            | 5 سنوات         | ؟؟؟؟            | 1659            |                                                  |
| السعديون في فاس (1610-1626)   |                                   |                 |                 |                 |                 |                 |                                                  |
| 1                             | محمد الشيخ المأمون بن أحمد        | 1610            | 1613            | 3 سنوات         | 1566            | 1613            |                                                  |
| 2                             | عبد الله الواثق                   | 1613            | 1624            | 11 سنة          | 1564            | 1608            |                                                  |
| 3                             | عبد الملك بن عبد الله             | 1624            | 1626            | سنتين           | ؟؟؟؟            | ؟؟؟؟            |                                                  |